# George Vancouver
George Vancouver (ur. 22 czerwca 1757 w King’s Lynn, zm. 10 maja 1798 w Petersham) – brytyjski oficer Royal Navy, podróżnik i odkrywca. Z pochodzenia Holender (Van Coeverden).

## Życiorys
Uczestniczył w drugiej wyprawie Cooka na statku „Resolution” (trafił tam przez znajomości rodzinne), podczas której badano obszary podbiegunowe (Antarktyda). Następnie brał udział w trzeciej wyprawie Cooka (1780), podczas której miano sprawdzić, czy jest możliwe opłynięcie Ameryki od północy. Cook zginął w 1779 roku na Hawajach, a próbę odkrycia Przejścia Północno-Zachodniego podjął Vancouver.
Badał pacyficzne wybrzeża Ameryki Północnej wzdłuż Oregonu, Waszyngtonu i Kolumbii Brytyjskiej w latach 1791–1795.
Jego nazwiskiem nazwano wyspę Vancouver u brzegów Kanady i miasto Vancouver. Upamiętnia go również nazwa naukowa rodzaju roślin z rodziny berberysowatych – Vancouveria.